# مامادو دیالو (بازیکن فوتبال، زاده ۱۹۹۴)
مامادو دیالو (انگلیسی: Mamadou Diallo؛ زادهٔ ۱۹ سپتامبر ۱۹۹۴) بازیکن فوتبال اهل گینه است.
از باشگاه‌هایی که در آن بازی کرده است می‌توان به باشگاه فوتبال سوشو و باشگاه فوتبال گرونوبل فوت ۳۸ اشاره کرد.
وی همچنین در تیم ملی فوتبال گینه بازی کرده است.